# Spoorlijn Roa - Hønefoss
De spoorlijn Roa - Hønefoss ook wel Roa–Hønefosslinjen genoemd is een Noorse spoorlijn tussen de plaats Roa gelegen in de provincie Oppland en de plaats Hønefoss gelegen in de provincie Buskerud.
Spoorlijn Roa - Hønefoss

## Geschiedenis
Het traject Roa - Hønefoss werd door Norges Statsbaner (NSB) met een spoorwijdte van 1435 mm in 1909 geopend.
De treinen tussen Bergen en Oslo reden dit traject en de Gjøvikbanen. Na 1989 werden de personentreinen vanaf Hønefoss via Drammen over de Randsfjordbanen en de Drammenbanen naar Oslo gereden. Sinds 1989 rijden alleen goederentreinen tussen Bergen en Oslo via dit traject. Het traject sloot aan op de volgende lijnen:
- Bergensbanen
- Gjøvikbanen
- Randsfjordbanen

## Aansluitingen
In de volgende plaatsen was of is er een aansluiting van de volgende spoorwegmaatschappijen:

### Roa
- Gjøvikbanen, spoorlijn tussen Gjøvik en Oslo S

### Hønefoss
- Bergensbanen, spoorlijn tussen Bergen en Oslo S
- Randsfjordbanen, spoorlijn tussen Drammen en Randsfjord

## Afbeeldingen

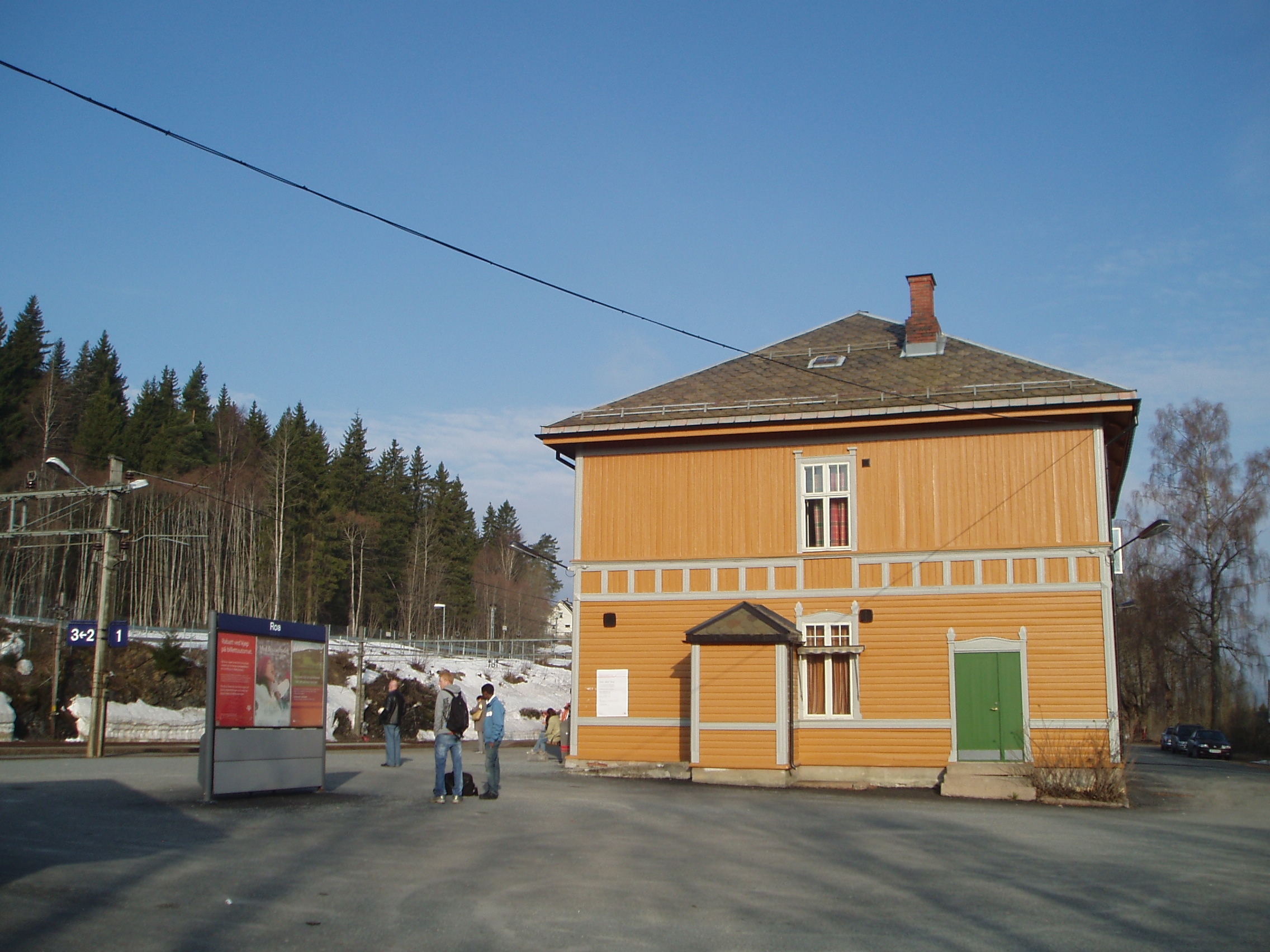
Station Roa
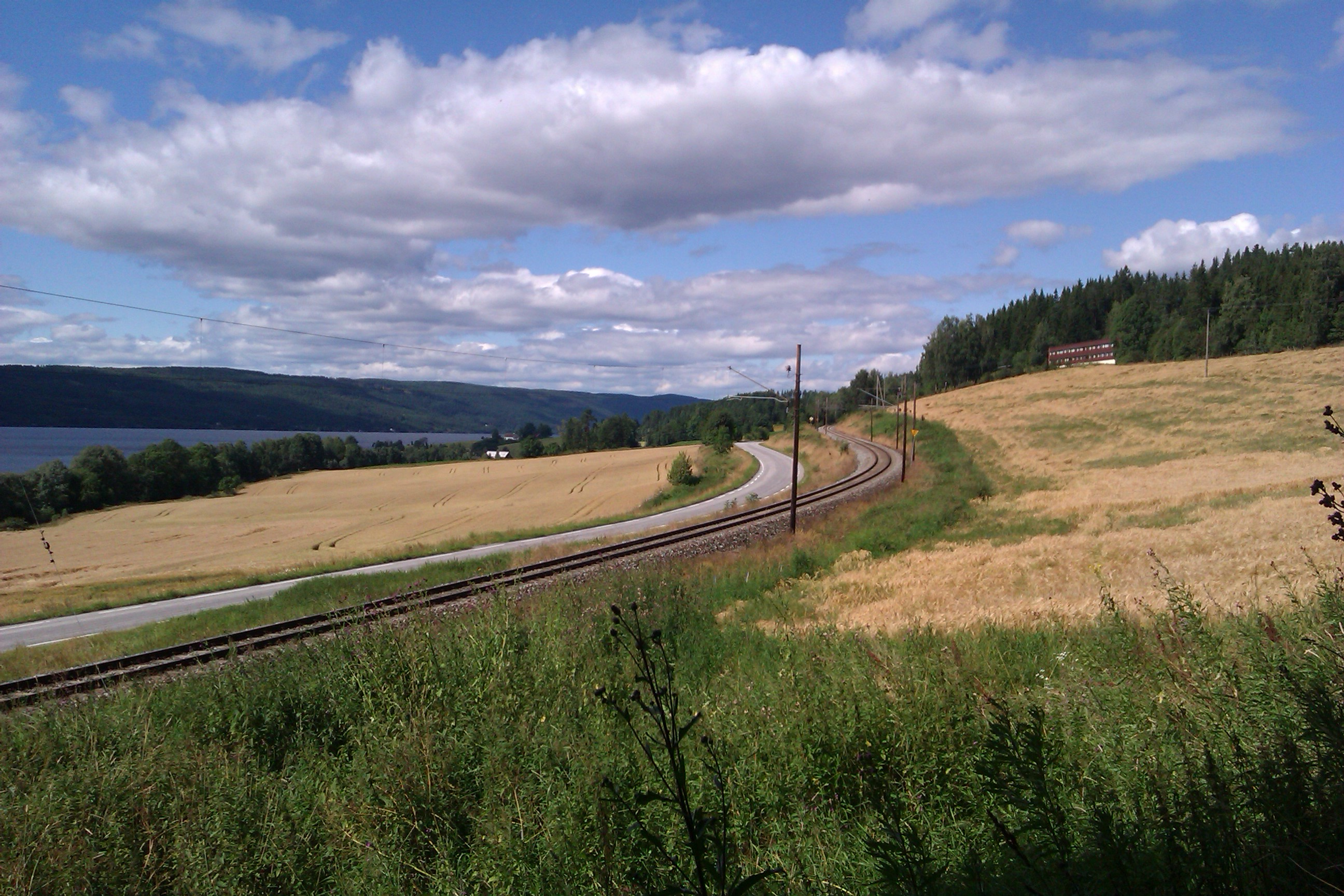
Bij Jevnaker
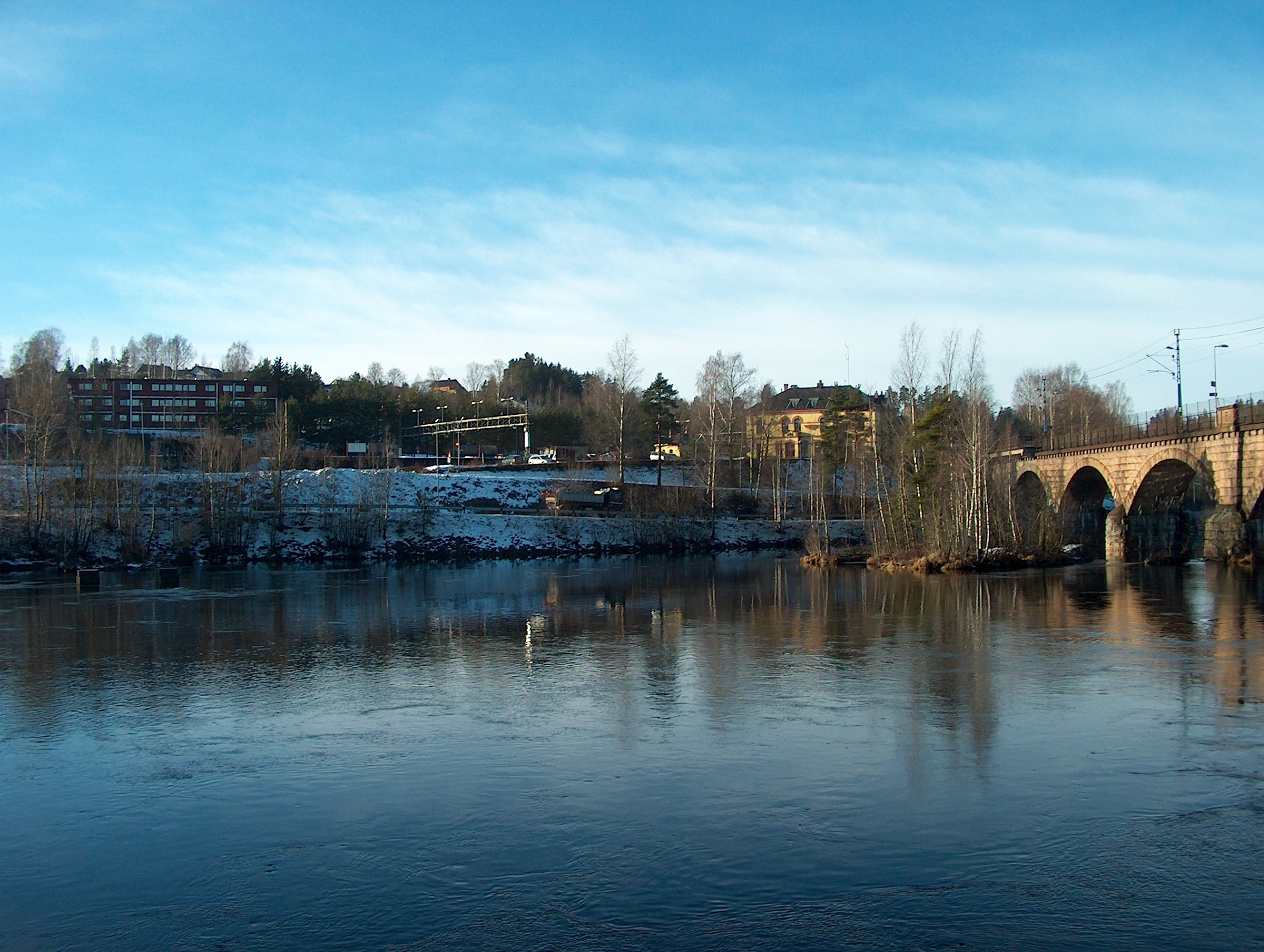
Hønefoss, station en spoorbrug